# Gynoplistia (Gynoplistia) longifurcula
Gynoplistia (Gynoplistia) longifurcula is een tweevleugelige uit de familie steltmuggen (Limoniidae). De soort komt voor in het Australaziatisch gebied.